# 对面山 (象山)
29°10′56″N 121°58′08″E / 29.18210281355096°N 121.96897029876709°E
对面山是浙江省象山县境内的一个岛屿，面积4.4平方公里。位于石浦镇东南近海处，呈西北东南走向，原始海岸线西侧较曲折，东侧平直，不过该岛在西面和北面进行了大规模围垦，使得海岸线变为平直。岛上设有对面山村。象山县在岛上规划建设石浦对面山旅游休闲度假村。
历史上，对面山曾一度属南田县管辖，目前则归属石浦镇，与南田岛上的鹤浦镇分离。